# 23 février 1965
Le mardi 23 février 1965 est le 54e jour de l'année 1965.

## Naissances
- Andrzej Saramonowicz, réalisateur polonais
- Bob Ferguson, homme politique américain
- Helena Suková, joueuse de tennis tchèque
- John W. Rose, homme politique américain
- Mario Deslauriers, cavalier canadien de concours de saut d'obstacles
- Michael Dell, entrepreneur américain
- Nous'che Rosenberg, guitariste
- Paolo Bacilieri, auteur de bande dessinée italien
- Peter Wurm, politicien autrichien
- Valeri Shmarov, joueur de football russe
- William Pulido, cycliste colombien

## Décès
- Andi Djemma (né le 15 janvier 1901), Héros national d'Indonésie
- Francis Chapin (né le 14 février 1899), artiste américain
- Herberts Cukurs (né le 17 mai 1900), criminel de guerre et aviateur letton
- Ivan Fiodorovitch Kovalev (né le 24 avril 1885), conteur traditionnel russe
- John Kitzmiller (né le 4 décembre 1913), acteur américain
- Stan Laurel (né le 16 juin 1890), acteur britannique

## Événements
- France : Gaston Palewski est nommé président du Conseil Constitutionnel
- Création de la municipalité américaine Rio Dell